# Lenny Dee
Lenny Dee (rodno ime Leonardo Didesiderio) je američki DJ i producent.
Lenny Dee rođeni je Newyorčanin, ponosni stanovnik Brooklyna. Duh tog grada proteže se kroz njegov cjelokupni glazbeni izričaj koji je postao legendaran tijekom godina. Producent, DJ i voditelj (osnivač) izdavačke kuće Industrial Strength Records, Lenny Dee je jedan od newyorkških techno i house pionira.
Često ljudi u neznanju misle da je kao osoba ostavio trag samo u hardcore technu, dok je situacija puno drugačija. U početku je radio u Skyline Studiju i Shakedown Studiju produkciju za New Order, Brooklyn Funk Esseintials, Al Jarreau i mnoge druge. Tijekom godina producirao je i “komercijalnije” stvari kao techno pjesme koje su dospjele na britanske glazbene ljestvice koje je radio s Frankie Bonesom (pod projektom Looney Tunes), Victorom Simonellijem (za Nu Groove i Def Mix) i Tommy Mustom (njihova Fallout pjesma se može čuti u igri GTA: San Andreas).
Krajem 1980-ih godina dolazi u Europu s novim zvukom techna koji se tek onda rađa i 1991. pokreće Industrial Strength Records, izdavačku kuću koja je uključivala glazbe od strane Carl Coxa, Richie Hawtina, Laurent Garniera, Manu Le Malina, Cirilla, Zenitha, John Selwaya, Daft Punka, Casper Pounda, Unexista, Disciples Of Annihilationa i mnogih drugih.
Lenny Dee napisao je i producirao stotine pjesama za za izdavačke kuće kao što su: 4th Floor, Warner Bros, Strictly Rhythm, R&S, Music Man, Atlantic Records, Arista, XL Recordings, Gigilo, The Third Movement, Rotterdam Records i Stay Up Forever i nalazio se na glazbenim ljestvicama u Nizozemskoj, Velikoj Britaniji i Italiji.
Svoju djelatnost je započeo u lokalnom roller disku koji se zvao "Roll-A-Palace" u Brooklynu u dobi od samo 17 godina, a tijekom djelovanja svirao je po cijelom svijetu na najvećim zabavama kao što su Mayday, Love Parade, Woodstock, Tribal Gathering, Helter Skelter, Rezerection, Energy, Thunderdome, The Jane’s Addiction Reunion Tour, itd.
Također je udružio snage s nizozemskim DJ-em Promom i osnovao novi izdavačku kuću pod imenom Industrial Movement, izdao album s pariškim DJ-em Radiumom na Audiogenic – Noise Brulee – za koji se video vrti već na francuskoj televiziji. Tako da nije ni čudo što je Lenny Dee imenovan najboljim DJ-em tvrđe glazbe od strane "Mixmaga" i dvaput dobio nagradu za najboljeg techno DJ-a od strane Scottish Dance Music Awards.

## Lenny Dee u Hrvatskoj
U klubu Aquarius, 30. siječnja 2009.,  Lenny Dee se je po prvi put predstavio hrvatskoj publici. S njim su zasvirale domaće snage izdavačke kuće Diggarama s techno setovima: DJ bLURiX, DraCo, po prvi put su se predstavili zagrebačkoj publici riječki DJ Guido koji je isto član izdavačke kuće Diggarama, te kao poseban gost zagrebački poznati techno DJ Zoky.

## Vanjske poveznice
- Službena MySpace stranica
- Diskografija Lenny Deeja
- Industrial Strength Records